# Ptygomastax sinica
Ptygomastax sinica är en insektsart som beskrevs av Bei-bienko 1959. Ptygomastax sinica ingår i släktet Ptygomastax och familjen Eumastacidae. Inga underarter finns listade i Catalogue of Life.